# Z Sagittae
Z Sagittae är en halvregelbunden variabel av SRA-typ i stjärnbilden Pilen. 
Stjärnan varierar mellan visuell magnitud +11,5 och mindre än 13,3 med en period av 190,8 dygn.